# Айдаред
Айдаред (англ. Idared) — сорт яблуні американської селекції.

## Історія
Сорт був отриманий у 1935 році від схрещування сортів Вагнер і Джонатан. З кінця 1960-х років його вирощують у промислових і аматорських садах степової й лісостепової зон України, з середини 1970-х років — у південному Поліссі на зимостійких скелетоутворювачах, пізніше — на підщепі ММ106. У 1986 році районований у степу та Лісостепу.
Сорт є досить популярним. У 2008 році приблизно 20% садівничих господарств Польщі вирощували яблуні сорту Айдаред.

## Опис
Дерево середньоросле, з широкоовальною або округлою кроною. Міцні скелетні гілки відходять від стовбура під кутом 35—80°, кінці їх спрямовані догори. Збуджуваність бруньок і пагоноутворювальна здатність середні. Водночас збуджуваність резервних бруньок на скелетних гілках висока, тому після сильного обрізування або підмерзання крона загущується. Плодоносить на кільчатках, плодових прутиках, однорічних приростах.
Зимостійкість і сприйнятливість до парші середня, до борошнистої роси — вища за середню.
Цвіте в ранні строки і довго. Щороку інтенсивність цвітіння становить 3—4 бали. Життєздатність пилку висока — 42—87%; Зав'язування плодів від природного самозапилення становить 1,7—2,4%, штучного — 2,7—7,0 від вільного запилення 9-17%, від найкращих запилювачів (Глостер, Рубінове Дуки, Росавка, Флоріна) — 12—24%. Схильний до самоплідності.
На сильнорослій підщепі вступає у плодоношення на четвертий рік після садіння, на середньорослій — на третій. Плодоносить стабільно й рясно. Урожайність наростає швидко, 6— 7-річні дерева дають по 25 — 30 кг (10—12 т/га), 10—13-річні — 50-90 кг (20—33 т/га) плодів.

### Переваги
До переваг сорту відносять високу екологічну пристосовуваність, врожайність, високу товарність плодів, придатність для споживання у свіжому вигляді та для різноманітних видів переробки.

### Недоліки
Недоліки сорту: схильність до захворювання паршою, мучнистою росою.

## Плоди
Плоди переважно більші за середній розмір (145—190 г), одномірні; плоско-округлі, із згладженими ребрами, зеленувато-жовті, з яскраво червоним розмитим або смугасто-розмитим рум'янком на більшій частині поверхні. Шкірочка тонка, щільна, еластична, злегка масляниста, блискуча, з легким восковим нальотом. М’якуш кремовий або світло-кремовий, щільний, дрібнозернистий, соковитий; середнього кисло-солодкого смаку (4,0—4,2 бала).
Знімна стиглість настає на початку жовтня, споживча — у лютому. У звичайному сховищі плоди зберігаються до березня, у холодильнику — до червня. Транспортабельність висока. Використовують свіжими та на виготовлення соків.